# Der wunderbare Wiplala
Der wunderbare Wiplala ist ein 2014 erschienener niederländischer Kinderfilm von Tim Oliehoek nach dem Buch Wiplala von Annie M. G. Schmidt.

## Handlung
Der neunjährige Johannes, von seiner älteren Schwester Nella Della gedemütigt und von seinem alleinerziehenden Vater überfordert, stößt in der Küche ihres Hauses auf einen kaum handhohen jungen Mann, der sich ihm als Wiplala vorstellt. Der Wiplala ist durch einen Tunnel, der in der Küche endet, ins Menschenland gelangt und hat bereits Nella Dellas Katze, die ihn angreifen wollte, in die Bewegungslosigkeit „vertinkelt“ (verzaubert). Der Versuch, sie ins Leben zurückzutinkeln, scheitert allerdings, die Katze versteinert stattdessen. Betreten gibt der Wiplala zu, dass ihm das Tinkeln nicht immer gelinge.
Der erfolglose Dichter Arthur Hollidee, ein Freund von Johannes’ Vater, wird vom Wiplala in eine riesige Statue vertinkelt, als er versucht, ihn anzufassen. Später lässt der Wiplala, um einer brenzligen Situation zu entfliehen, Johannes’ Familie auf seine eigene Größe schrumpfen. Um nicht auch zu versteinern, lassen sie sich vorsichtshalber nicht zurücktinkeln, doch das Leben in Amsterdam in winziger Größe erweist sich als schwierig. Sie übernachten im Geschirr eines China-Imbiss und müssen morgens, um nicht entdeckt zu werden, in einem Spielzeugauto flüchten. Die wilde Fahrt durch Amsterdam endet, als ein Hund mit ihrem Fahrzeug spielt und den Vater hinausschleudert, der sich dabei den Arm bricht. Im Krankenhaus finden sie mit einem Trick einen Arzt, der einen so kleinen Patienten zu behandeln bereit ist, und sehen im TV einen Bericht darüber, dass die aus dem Nichts erschienene Hollidee-Statue abgerissen werden soll, da sie den Verkehr stört. 
Da nur sie wissen, dass die Statue Hollidee selbst ist, fädelt Johannes mit dem Wiplala eine nächtliche Fahrt mit einem Pizzakurier ein, wird aber von seinem Vater aus Angst zurückgehalten. Nach einer kurzen Aussprache darüber, einander auch mal etwas zuzutrauen, fliegen sie auf einer Stadttaube bis zum Dach des Königspalastes. Der Wiplala gesteht, dass er im Wiplala-Land durch die Tinkelprüfung gefallen ist und darüber so wütend wurde, dass er alle anderen Wiplalas versteinert hat, weshalb er nun keinen davon zu Hilfe holen kann. Der Vater macht dem Wiplala heftige Vorwürfe, bis der im Zorn die Statue des Atlas auf dem Dachfirst des Palastes vertinkelt, worauf Atlas zum Leben erwacht und dem Wiplala verrät, wie er selbst schwierige Aufgaben bewältigt: Nicht lange denken, sondern machen.
Mit dieser neuen Einstellung kann der Wiplala die drei Menschen auf normale Größe zurücktinkeln, während sie vom Dach auf den Königsbalkon stürzen und von da aus einer begeisterten Touristengruppe zuwinken. Anschließend retten sie gemeinsam den versteinerten Arthur Hollidee, indem der Wiplala die Statue vor laufenden TV-Kameras ins Leben zurücktinkelt. Dann bekommen auch alle vertinkelten Tiere ihr Leben wieder. Zuletzt verabschiedet sich der Wiplala ins Wiplala-Land, um die anderen Wiplalas wieder lebendig zu tinkeln, als Andenken schenkt er Johannes seine Jacke. Später sehen die Kinder am Horizont einen farbigen Lichtblitz – die Wiplalas leben wieder.

## Hintergrund
Der wunderbare Wiplala wurde in den Niederlanden und Belgien am 19. November 2014 uraufgeführt. In Deutschland wurde der Film erstmals am 8. Oktober 2015 im Rahmen des Internationalen Filmfestivals Schlingel gezeigt und am 17. März 2016 auf DVD veröffentlicht.

## Besetzung und Synchronisation
Der wunderbare Wiplala wurde bei der Scalamedia GmbH unter der Dialogregie von Maren Rainer synchronisiert, die auch das Dialogbuch schrieb.
| Darsteller        | Deutscher Sprecher | Rolle           |
| ----------------- | ------------------ | --------------- |
| Geza Weisz        | Benedikt Gutjan    | Wiplala         |
| Sasha Mylanus     | Norman Endres      | Johannes        |
| Kee Ketelaar      | Liv Wagener        | Nella Della     |
| Peter Paul Muller | Claus-Peter Damitz | Herr Blom       |
| Paul Kooij        |                    | Arthur Hollidee |
| Hans Kesting      | Marc Rosenberg     | Atlas           |

## Kritik
„Ebenso amüsanter wie aktions- und trickreicher Kinderabenteuerfilm, der gut unterhält, freilich ohne über die aus ähnlichen Handlungskonstellationen bekannten Erwartungshaltungen hinauszuweisen.“